# Гимер, Курт
Курт Гимер (нем. Kurt Himer) (21 декабря 1888 — 4 апреля 1942, Симферополь) — немецкий военачальник, участник Первой мировой войны, участник Второй мировой войны. Участвовал в боях на Восточном фронте. К 1942 году командир 46-й пехотной дивизии на фронте в Крыму в чине генерал-лейтенанта. Был тяжело ранен при артиллерийском налёте, потерял ногу, скончался в госпитале в Симферополе.

## Биография

### Первая мировая война и межвоенный период
Военную карьеру начал 21 апреля 1908 года. Фанен-юнкер 157-го пехотного полка. Стал лейтенантом пехоты 19 августа 1909 года. Начало Первой мировой войны встретил в качестве лейтенанта.
Адъютант (офицер штаба) 233-й пехотной бригады с 16 октября 1916 по 16 мая 1917 года.
Офицер штаба XXXI резервного корпуса от 16 мая 1917 по 22 августа 1917 года.
Офицер штаба 7-й ландверной дивизии с 29 июля 1918 по 6 января 1919 года.
Офицер штаба XXII-го резервного корпуса с 6 января 1919 по 6 февраля 1919 года.
Офицер штаба группы армий в городе Киев с 6 февраля 1919 по 10 февраля 1919 года.
Офицер штаба 6-й пехотной дивизии (рейхсвер). с 1 января 1923 по 1 апреля 1927 года.
В аппарате Министерства обороны с 1 апреля 1931 по 1 декабря 1934 года.
С 1 августа 1935 по 30 апреля 1938 командир 19-го пехотного полка.
Военный атташе в Варшаве, Польша, с 11 ноября 1938 по 08 сентября 1939 года.

### Вторая мировая война
Военный комендант города Данциг с 9 сентября 1939 по 22 октября 1939 года. Он получил чин генерал-майора 11 октября 1939, с сентября 1940 года он командовал 216-й пехотной дивизией.
Весной и летом 1941 года он стал немецким генералом, прикомандированным к верховному командованию венгерской армии. После кампании на Балканах он служил военным дипломатом, чтобы повлиять на Венгрию и сделать её политический курс про-германским. 30 марта 1941 года начальник венгерского генерального штаба Хенрик Верт и немецкий генерал Фридрих Паулюс подписали соглашение о том, что Венгрия берёт на себя обязательства выделить к 14 апреля 1941 года для совместного участия в войне против Югославии 10 пехотных и моторизованных соединений, а позднее Венгрия присоединилась и к войне против СССР.

#### На Восточном фронте
17 сентября 1941 года Курт Гимер вступил в командование 46-й пехотной дивизией. Его соединение участвовало в немецком завоевании Крыма начина с прорыва обороны Перекопского перешейка, где дивизия участвовала в первом эшелоне наступления. После этого наступала в сторону Керчи, которую заняла к 16 ноября 1941 года. В конце зимы 46-я дивизия несла береговую оборону на Керченском полуострове.
С 28 декабря 1941 года по 2 января 1942 года советские войска силами 44-й и 51-й армий провели Керченско-Феодосийскую десантную операцию. Она явилась неожиданностью для командования 11-й армии. 42-й полк 46-й дивизии не смог 27-29 декабря сбросить первый эшелон десанта в море. 30 декабря советские части заняли Керчь.
Приказ Э. фон Манштейна о запрещении отхода не был выполнен командиром 42-го армейского корпуса генерал-лейтенантом графом Г. фон Шпонеком, до 46-й дивизии он не дошел. Пожертвовав эвакуацией тяжелого вооружения и припасов, войска 46-й дивизии сумели избежать советского окружения и отступили на запад.

К 2 января 1942 года советские войска полностью заняли Керченский полуостров. Учитывая слабость немецкой обороны, Ставка ВГК указала генералу Д. Т. Козлову на необходимость скорейшего выхода к Перекопу и нанесения ударов в тыл севастопольской группировке противника. Однако быстро организовать преследование отступавших советские войска не смогли. Опасность возможного наступления понимало и немецкое командование. По словам Э. фон Манштейна:
В первые дни января 1942 для войск, высадившихся у Феодосии и подходивших со стороны Керчи, фактически был открыт путь к жизненной артерии 11 армии, железной дороге Джанкой — Симферополь. Слабый фронт охранения, который нам удалось создать, не мог бы устоять под натиском крупных сил. 4 января стало известно, что у противника в районе Феодосии уже было 6 дивизий.
15 января 1942 года немцы, собрав все свободные части, включая тыловые, сняв часть сил с осады Севастополя, и в том числе усилив румынские части своими офицерами, внезапно перешли в наступление, нанося главный удар по стыку 51-й и 44-й армий в районе Владиславовки. Несмотря на количественное превосходство советских войск и наличие у них бронетехники, немцы прорвали позиции 44-й армии. Её штаб был уничтожен авиационным налетом, командующий получил тяжелые ранения. 18 января немецкие войска отбили Феодосию. Войска Кавказского фронта вынуждены были оставить занимаемые позиции и отойти за Ак-Монайский перешеек.
За свои действия в начале советского наступления по представлению командующего 11-й армии Э. фон Манштейна командир корпуса граф Г. фон Шпонек и командир 46-й дивизии генерал-лейтенант Курт Гимер были отстранены от командования. 46-я пехотная дивизия была лишена знаков отличия. 23 января 1942 судом военного трибунала под председательством Г. Геринга Г. фон Шпонек был приговорен к расстрелу (позднее заменён А. Гитлером на тюремное заключение). Для генерала К. Гимера разбирательство окончилось относительно благоприятно, он был оставлен в должности командира дивизии.
Очередное советское наступление началось 26—27 февраля 1942 года. К началу наступления Крымский фронт располагал 12 стрелковыми, 1 кавалерийской дивизиями, несколькими танковыми батальонами КВ и Т-34 и артиллерией РГК. 9 дивизий входили в состав первого эшелона. Немецкие войска отбили все атаки наступающих. Не устояла лишь 18-я румынская дивизия на северном участке перешейка. Э. фон Манштейну пришлось бросить в бой свой последние резервы. Упорные бои продолжались до 3 марта. Прорвать оборону на всю глубину войскам Крымского фронта не удалось.

В период с 13 по 19 марта наступление возобновилось. Завязались упорные бои, о которых Э. фон Манштейн вспоминал:
На этот раз в первом эшелоне наступали 8 стрелковых дивизий и 2 танковые бригады. Из состава последних в течение первых трех дней наступления удалось подбить 136 танков. Тем не менее, на ряде участков создавалось критическое положение. О том, насколько упорны были бои, свидетельствует тот факт, что полки 46-й [пехотной дивизии], в полосе которой наносился главный удар, в течение первых трех дней отбили от 10 до 22 атак.
Несмотря на советские усилия немецкая оборона устояла. В ночь на 21 марта 1942 года линейный корабль «Парижская Коммуна» и лидер «Ташкент», маневрируя в Феодосийском заливе, обстреляли позиции войск противника в районе Владиславовка и Ново-Михайловка. Линейный корабль выпустил 131 снаряд главного калибра, лидер — 120. По данным журнала боевых действий 46-й пехотной дивизии, части, расположенные во Владиславовке, понесли серьёзные потери.
Среди тяжелораненых оказался командир дивизии генерал-лейтенант Курт Гимер (по другим данным, ранение произошло 26 марта 1942 года). В любом случае, генерал-лейтенант Курт Гимер был тяжело ранен в ходе советского артиллерийского налёта, ему вынуждены были ампутировать ногу. Он был эвакуирован и 4 апреля 1942 года скончался в военном лазарете 2/610 в Симферополе.

## Звания
- Лейтенант (19.08.1909)
- Обер-лейтенант (27.01.1915)
- Гауптман (22.03.1917)
- Майор (01.02.1930)
- Подполковник (01.04.1934)
- Полковник (01.01.1936)
- Генерал-майор (01.10.1939)
- Генерал-лейтенант (01.10.1941)

## Награды
- Железный Крест (1914)
  - 2-го класса(1914)
  - 1-го класса(1914)
  - 2-го класса(1939)
  - 1-го класса(1939)
- Немецкий крест в золоте (23 марта 1942)

## Комментарии
1. ↑  Не путать с 6-й дивизией вермахта.